# Владимировка (Губинский район)
Владимировка (азерб. Vladimirovka) — село в Губинском районе Азербайджана. Образует одноимённый муниципалитет Губинского района как единственный населённый пункт в его составе. Население — 2734 человек.

## История
Село было основано молоканами в 1841 году. В селе имеется молоканская община. Молокане подвергались гонениям в правление Николая I и расселялись в Закавказье, в том числе и на территории современного Азербайджана. После развала Советского Союза в 1991 году, и в течение всего периода независимости, молокане уезжали из села в Россию. На 2021 год во Владимировке осталось не более 12 молоканских семей, основное население — азербайджанцы, также проживают хиналугцы и другие. В село проведены газ и электричество.

## Население
По результатам Азербайджанской сельскохозяйственной переписи 1921 года Владимировку Владимировского сельсовета Кубинского уезда Азербайджанской ССР населяли 347 человек (179 мужчин и 168 женщин), преимущественно русские.
По изданию «Административное деление АССР», подготовленном в 1933 году Управлением народно-хозяйственного учёта АССР (АзНХУ), по состоянию на 1 января 1933 года в Владимировке являвшейся центром Владимирского сельсовета Кубинского района Азербайджанской ССР проживало 542 человека (131 хозяйство), из них — 271 мужчин и 271 женщин. Весь сельсовет (Агбиль, Мирза-Мамедкент), на 29,4 % состоял из тюрков (азербайджанцев) и русских 68,0 %.

### Известные уроженцы
Уроженцами Владимировки являются военнослужащий азербайджанской армии — Эльнур Махияддин оглы Ибрагимов; Мубариз Зохраб оглы Гараханов (1962—1992) — участник Карабахской войны. Добровольцем ушёл на фронт. Погиб в бою под Ходжавендом бросившись с гранатой в руках под танк и уничтожив его. Похоронен на «Аллее Шехидов» города Губа. Одной из улиц города присвоено его имя.